# دلشاد شهاب
دلشاد شهاب حاجي وزير البلدية و السياحة في حكومة إقليم كوردستان من 2009 إلى الآن .

## حياته
ولد دلشاد شهاب حاجي في مدينة اركوش في قضاء ميركه سور التابعة لمحافظة السليمانية شمال العراق , انتقل مع عائلته إلى مجمع حرير بسبب حملة الترحيل عام 1978 ,  أكمل الدراسة الابتدائية والثانوية في قرية أركوش ومجمع حرير ، ثم نال شهادة البكالوريوس في الهندسة المعمارية من جامعة صلاح الدين عام 1994 .

## مناصب حزبية و أدارية
- نال عضوية اتحاد طلبة كوردستان عام 1991
- عمل في منظمة شاندر لإعمار كوردستان للفترة من عام 1997ـ2000
- مسؤول فرقة 2 لحزب الديمقراطي سنة 2004
- عضو نقابة مهندسي كوردستان
- عضو برلمان إقليم كوردستان منذ عام 2009 وشغل منصب نائب رئيس قائمة كوردستان وعضو لجنة إعمار القرى العصرية
- وزير البلديات و السياحة في حكومة إقليم كوردستان برئاسة نيجيرفان بارزاني